# David Correy
 (mai 2018).
Si vous disposez d'ouvrages ou d'articles de référence ou si vous connaissez des sites web de qualité traitant du thème abordé ici, merci de compléter l'article en donnant les références utiles à sa vérifiabilité et en les liant à la section « Notes et références ».
David Correy, né le 8 octobre 1985 à Recife au Brésil, est un chanteur américano-brésilien.

## Biographie
Il grandit dans de mauvaises conditions d’hygiène à Recife. Sa mère mineure de 13 ans, Luciene Lima, le place pour adoption lorsqu'il n'a qu'1 an et demi. 
À l'âge de 13 ans, il est adopté par des parents américains. Il a vécu à Riva dans le Maryland. Il a reconnu son enthousiasme pour la musique dès le début. Ses parents ont promu sa passion et lui ont permis de jouer dans une comédie musicale pendant ses années scolaires. Il a reçu une bourse d'études au Berklee College of Music de Boston.
Il a attiré l'attention des médias à la fin de l'année 2012 alors qu'il était l'un des finalistes de l'émission internationale américaine The X Factor. Il a été promu à l'émission de télévision par Antonio Reid.
En collaboration avec le chanteur Aloe Blacc et le groupe brésilien Monobloco, il sort en 2014 la chanson The World is Ours, qui a été nommée chanson officielle de la Coupe du Monde de la FIFA 2014.

## Discographie

### Album studio
- 2009 : Urban Rock Odyssey (sorti le 10 juillet 2009)
- 2017 : Lost Art (sorti le 24 janvier 2017)
- 2017 : The Renaissance (sorti le 31 octobre 2017)

### Singles (en featuring)
- I Am  ft. Wyclef, Bill Kaulitz, URR Jason (Rock Mafia, Antonina Armato -  Tim James - David Jost)